# Showa Sanshoku

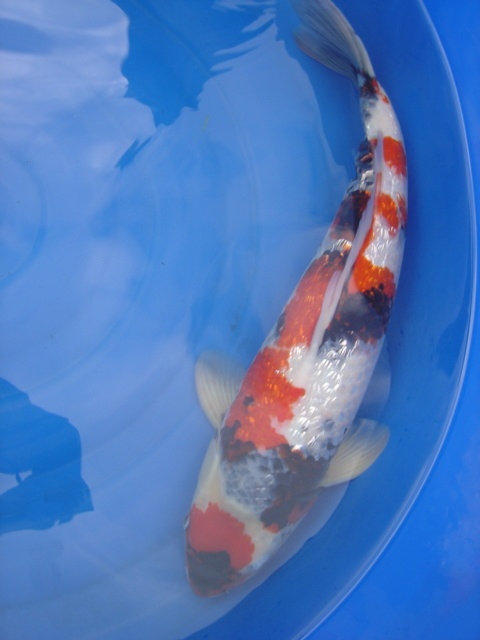
Gin Rin Showa

De Showa (Sanshoku) is de derde Koi van de Go Sanke groep. Een enquête op de website van Koi 2000 heeft uitgewezen dat de Showa de populairste variëteit is.

## Geschiedenis
De Showa is voor het eerst gekweekt in 1927 door Jukichi Hoshino in Niigata, door een Ki Utsuri met een Kohaku te kruisen. In begin was het rood eerder lelijk geel en het zwart had een slechte kwaliteit. Pas in 1965 slaagde Tomiji Kobayashi de variëteit te verbeteren door een vrouwelijke Showa met een mannelijke Sanke en een mannelijke Yagozen Kohaku te kruisen. Het resultaat was een Showa die te evenaren is met de huidige Koi.

## Showa of Sanke
- De (borst)vinnen: bij een Showa wordt het zwart op de borstvinnen Motoguro genoemd. Deze begint bij de aanzet. Sumi- (zwarte) strepen op de borstvinnen is een kenmerk van Sanke.
- Zijlijn: bij een Showa "steken" de sumi(zwart)-patronen de zijlijn over, bij Sanke mag dit echter niet.
- Hoofd: op het hoofd hoort bij een Sanke geen zwart te zitten, bij een Showa is dit wel toegestaan en erg gewild.